# Fernando de Ornelas
Fernando de Ornelas Franco (ur. 29 lipca 1976 w Caracas) – wenezuelski piłkarz występujący najczęściej na pozycji prawego pomocnika lub prawego skrzydłowego. Od 2010 roku zawodnik Gulset IF, grającego w 5. lidze norweskiej. Posiada również obywatelstwo portugalskie.

## Kariera klubowa
De Ornelas na początku swojej kariery występował w zespołach Marítimo Caracas i Deportivo Táchira. W 1998 roku wyjechał do Hongkongu, gdzie został zawodnikiem Happy Valley AA. Następnie grał w angielskim Crystal Palace F.C. oraz szkockim Celticu Glasgow. W latach 2001–2008 de Ornelas przewijał się przez takie państwa jak: Słowacja (Slovan Bratysława), Hongkong (South China AA), Anglia (Queens Park Rangers), Portugalia (Marítimo Funchal), Chiny (Gansu Tianma), Niemcy (1. FC Nürnberg), Cypr (Olympiakos) i Norwegia (Odds BK). W roku 2008 powrócił do ojczyzny, gdzie grał w Monagas Maturín i Zulia FC. Po kilku latach powrócił do Norwegii, gdzie podpisał kontrakt z drugoligowcem Mjøndalen IF. Od stycznia 2010 półamatorsko gra w piątoligowym Gulset IF.

### Statystyki klubowe
| Klub                | Sezon     | Kraj       | Rozgrywki        | Mecze | Gole |
| ------------------- | --------- | ---------- | ---------------- | ----- | ---- |
| Gulset              | 2010      | Norwegia   | 5. liga          | 0     | 0    |
| Mjøndalen           | 2009      | Norwegia   | Adeccoligaen     | 3     | 0    |
| Zulia               | 2008-2009 | Wenezuela  | Primera División | 7     | 0    |
| Monagas             | 2008-2009 | Wenezuela  | Primera División | 10    | 1    |
| Odds BK             | 2008      | Norwegia   | Adeccoligaen     | 0     | 0    |
| Odds BK             | 2007      | Norwegia   | Tippeligaen      | 16    | 1    |
| Odds BK             | 2006      | Norwegia   | Tippeligaen      | 21    | 5    |
| Odds BK             | 2005      | Norwegia   | Tippeligaen      | 20    | 5    |
| Olympiakos          | 2004-2005 | Cypr       | A’ Kategorias    | 11    | 2    |
| Olympiakos          | 2003-2004 | Cypr       | A’ Kategorias    | 10    | 1    |
| 1. FC Nürnberg      | 2003-2004 | Niemcy     | 2. Bundesliga    | 4     | 0    |
| Gansu Tianma        | 2003      |            | II. liga         | 4     | 0    |
| Marítimo Funchal    | 2001-2002 | Portugalia | Primeira Liga    | 4     | 0    |
| Queens Park Rangers | 2001-2002 | Anglia     | League One       | 2     | 0    |
| South China         | 2000-2001 | Hongkong   | First Division   | 4     | 1    |
| Slovan Bratysława   | 2000-2001 | Słowacja   | I. liga          | 2     | 0    |
| Celtic F.C.         | 1999-2000 | Szkocja    | Premier League   | 2     | 0    |
| Crystal Palace      | 1999-2000 | Anglia     | First Division   | 9     | 0    |
| Happy Valley        | 1998-1999 | Hongkong   | First Division   | ?     | ?    |
| Marítimo Caracas    | 1997-1998 | Wenezuela  | Primera División | ?     | ?    |
| Táchira             | 1996-1997 | Wenezuela  | Primera División | ?     | ?    |
| Marítimo Caracas    | 1995-1996 | Wenezuela  | Segunda División | ?     | ?    |
| Marítimo Caracas    | 1994-1995 | Wenezuela  | Primera División | ?     | ?    |
| Marítimo Caracas    | 1993-1994 | Wenezuela  | Primera División | ?     | ?    |

Ostatnia aktualizacja: 1 stycznia 2010.

## Kariera reprezentacyjna
De Ornelas ma za sobą występy w reprezentacji Wenezueli w latach 1999-2007. Jedynym turniejem w jego karierze był Copa América 2007.

### Statystyki reprezentacyjne
| Reprezentacja | Rok     | Mecze | Gole |
| ------------- | ------- | ----- | ---- |
| Wenezuela     | 2007    | 7     | 2    |
| Wenezuela     | 2006    | 3     | 1    |
| Wenezuela     | 2005    | 3     | 0    |
| Wenezuela     | 2004    | 2     | 0    |
| Wenezuela     | 2003    | 0     | 0    |
| Wenezuela     | 2002    | 0     | 0    |
| Wenezuela     | 2001    | 2     | 0    |
| Wenezuela     | 2000    | 9     | 1    |
| Wenezuela     | 1999    | 1     | 1    |
| Ogólnie       | Ogólnie | 27    | 5    |

Ostatnia aktualizacja: 11 czerwca 2010.

## Kariera trenerska
Fernando de Ornelas w 2010 roku został grającym trenerem Gulset IF.